# 庄畑実恵
庄畑 実恵（しょうはた みえ、1983年2月5日 - ）は、日本の元タレント、元レースクイーン。広島県尾道市出身。関西外国語大学卒業。ファンタスタープロモーションに所属していた。2008年3月に所属事務所を辞め、芸能界引退。自身のブログ削除前、宅地建物取引士の資格取得を目指すと記入していた。

## 人物・来歴
- 趣味は料理、特技はスノーボード、好きな言葉は「一期一会」
- 広島県尾道市に生まれ、関西外国語大学進学を機に大阪へ転出
- 2004年 グルーヴエンターテイメントに所属
- 2004年 フォーミュラニッポン COSMO OIL Racing Gal
- 2005年 サバドル! (テレビ東京) 初代グランプリ
- 2006年 ごきげん!ブランニュ (ABC) 夏のカバーガール。共演した嵐優子とは一緒に食事に行く程の仲だったという[1]。
- 2006年 ファンタスタープロモーションに移籍
- 2007年 みみヨリぃ!? (テレビ大阪)
- 2007年 Good Job 看板娘(J:COMチャンネル)

## 出演
テレビ
- Good Job!看板娘 (J:COMチャンネル)
- みみヨリぃ!? (テレビ大阪)
- 天使らんまん (MBS)
- おでかけ! （MBS）
- ベリータ （MBS）

## 作品
DVD
- HAPPY END (ジャパンホームビデオ ARG-0024  2005年10月)